# Drayton (Worcestershire)
Drayton – wieś w Anglii, w hrabstwie Worcestershire, w dystrykcie Wyre Forest. Leży 22 km na północ od miasta Worcester i 169 km na północny zachód od Londynu.